# Eschenz
Eschenz est une commune suisse du canton de Thurgovie, située dans le district de Frauenfeld. C'est une ancienne tête de pont de la colonie romaine de Tasgetium.

## Monuments et curiosités

Photo aérienne (1959).

L'église de l'Assomption (Mariä Himmelfahrt) a été construite en 1737-38 par Franz Singer de Messkirch. En 1896, elle est agrandie vers l'ouest par un clocher frontal construit par August Hardegger. Quelques remaniements ont été effectués par Felix Schmid en 1950. À l'intérieur sont visibles des vitraux modernes représentants le chemin de croix ainsi que l'ultime œuvre inachevée d'Heinrich Danioth (mort en 1953) et complétée par Eduard Renggli.
À Freudenfels, au sud-est de la localité, se trouve l'ancienne résidence des gouverneurs d'Einsiedeln, rénovée à partir de 1692 par Caspar Mosbrugger et reconstruite pour une bonne part en 1747 par Franz Singer.